# 因辛根 (下莱茵省)
因辛根（法語：Hinsingen，法語發音：[insiŋ(ɡ)ən]；莱茵法兰克语：Hinsínge）是法国下莱茵省的一个市镇，属于萨韦尔讷区。

## 地理
因辛根（48°57'10"N, 6°59'30"E）面积2.98 平方千米，位于法国大東部大區下莱茵省，该省份为法国大陆部分最东部的省份，是阿尔萨斯的一部分，今与上莱茵省组成了阿尔萨斯欧洲集体，其南至上莱茵省，西南接孚日省和默尔特-摩泽尔省，西接摩泽尔省，北与德国接壤。
与因辛根接壤的市镇（或旧市镇、城区）包括：翁斯基尔克、基尔维莱尔、萨拉尔布、阿尔特维莱尔、比塞尔、阿尔斯基申。
因辛根的时区为UTC+01:00、UTC+02:00（夏令时）。

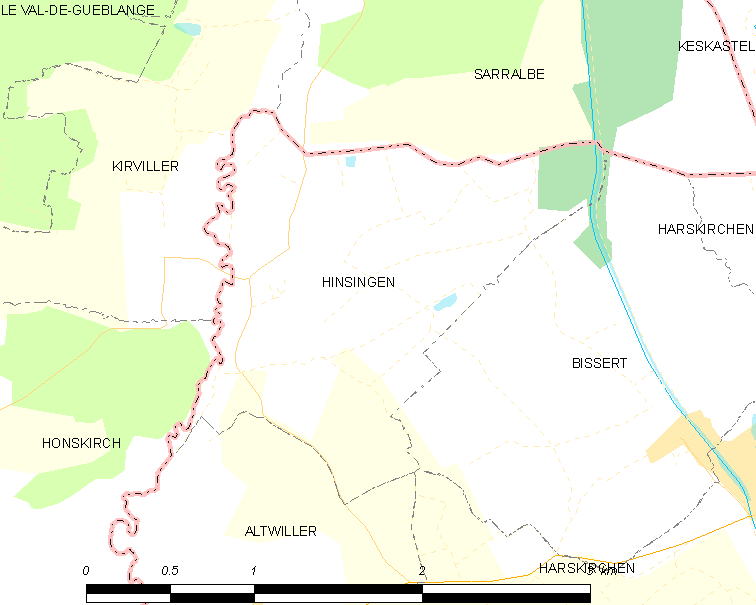
因辛根的OSM定位图

## 行政
因辛根的邮政编码为67260，INSEE市镇编码为67199。

## 政治
因辛根所属的省级选区为英维莱尔县。

## 人口

1962-2008年间因辛根人口变化图示

因辛根于2022年1月1日时的人口数量为79人。